# Platycyamus
Platycyamus é um género botânico pertencente à família Fabaceae.